# A zöld, a bíbor és a fekete
A zöld, a bíbor és a fekete (česky Zelený, purpurový a černý) je vzpomínkové album vydané na památku maďarského kytaristy Sándora Béncsika.

## Skladby
1. P. Box - Soha nem elég (Bencsik Sándor - Vikidál Gyula) 1983
2. P. Box - Vágtass velem (Bencsik Sándor - Vikidál Gyula, Gombócz Lajos) 1983
3. P. Box - Ómen (Bencsik Sándor - Vikidál Gyula) 1985
4. P. Box - Halálkatlan (Bencsik Sándor - Cserháti István) 1982, BS
5. P. Mobil - Csillag leszel (Bencsik Sándor - Schuster Lóránt) 1980, Corvin-mozi
6. A dongó (Rimskij-Korsakov - Bencsik Sándor a Lerch István) 1986
7. Bill és a Box Company- Ha megszólalnál (Bencsik Sándor, Zselencz László, Deák Bill Gyula - Varga Mihály) 1987
8. Bill és a Box Company - Névtelen hős (Bencsik Sándor - Vikidál Gyula) 1987
9. 4 Rocktenor & P. Mobil - A zöld, a bíbor és a fekete (Sáfár József - Cserháti István, Csiga Sándor) 1995

## Zúčastnění hudebníci
- Bencsik Sándor (P. Mobil, P. Box, Bill és a Box Company) - kytara
- Bergendy István - saxofon (5.)
- Cserháti István (P. Mobil, P. Box) - klávesy (1-5.)
- Deák Bill Gyula (Bill és a Box Company) - zpěv (7-9.)
- Kékesi László (P. Mobil) - basová kytara (5., 9.)
- Lerch István - syntezátor (6.)
- Mareczky István (P. Mobil) - bicí, perkuse (5.)
- Mr. Basary (Bill és a Box Company) - klávesy (7-8.)
- Pálmai Zoltán (P. Box, Bill és a Box Company) - bicí, perkuse(3., 6-8.)
- Papp Tamás - bicí, perkuse (6.)
- Póta András (P. Mobil) - bicí, perkuse (9.)
- Sáfár József - (P. Box) basová kytara (1-2., 4.)
- Sárvári Vilmos (P. Mobil) - kytara (9.)
- Schuster Lóránt (P. Mobil) - zpěv (5., 9.)
- Szabó István (P. Box) - bicí, perkuse (1-2., 4.)
- Tunyogi Péter (P. Mobil) - zpěv (5., 9.)
- Varga Miklós (P. Box) - zpěv (4., 9.)
- Vikidál Gyula (P. Box, ex-P.Mobil) - zpěv (1-3., 9.)
- Zeffer András (P. Mobil) - klávesy (9.)
- Zselencz László (P. Box, Bill és a Box Company) - basová kytara (3., 6-8.)